# Jacques Lescot
Jacques Lescot , né le 1er août 1594 à Saint-Quentin en Picardie, et  mort le 22 août 1656 à Paris, est un prélat français du XVIIe siècle.

## Biographie
Abbé de l’abbaye de Toussaint à Chalons, de Notre Dame de la Chapelle aux Planches, diocèse de Troyes, il est chanoine de Notre Dame de Paris, docteur de théologie en la Sorbonne à Paris, principal du collège de Daimville fondé en l’Université de Paris et professeur de Théologie du futur roi Louis XIV pendant plusieurs années.
Fort estimé d’Armand du Plessis, cardinal de Richelieu, ministre de Louis le treizième, dont il est le confesseur;  Ii est nommé à l’Évêché de Chartres  et le 12 février 1643 il effectue une transaction avec son prédécesseur Léonor d'Estampes de Valençay, archevêque de Reims. Il prend possession de son évêché le 30 décembre 1643.
Le 8 janvier 1646 -Il assiste sa nièce Anne de Bricourt (fille de sa sœur Anne) lors de son contrat de mariage. Cet acte sera suivi de nombreuses transactions la même année (CARAN étude VI).
Il effectue une visite pastorale à Auneau les 23 et 24 mars 1648. Évêque de Chartres jusqu’à sa mort qui survient le 22 août 1656. Il est inhumé à l’église Saint Aignan de Chartres selon sa volonté exprimée dans son testament du 6 janvier 1655.
Par son testament nous connaissons sa famille : 
- Jehan Lescot, son frère ainé, mayeur de la ville de Saint Quentin ; il lui lègue 5000 livres plus son fief de Picardie.
- Louis Lescot, son frère, eschevin de Saint Quentin et capitaine des canonniers de Saint Quentin ; il lui lègue 5000 livres.
- Anne Lescot, sa sœur, épouse du sieur de Bricourt, dont deux de ses enfants Jacques et Louis sont chanoines. L’entente ne devait pas être parfaite avec son beau frère car il ne souhaite pas que celui-ci soit au courant des legs de 5000 livres faits à ses neveux.
- Anthoine Le Caisne, neveu demeurant à Saint Quentin. Il lui lègue 3000 livres.

Pendant son épiscopat, les chanoines réguliers de saint Augustin et l'hôtel-Dieu sont établis à Blois, un couvent d'Ursulines est érigé à Poissy, la Congrégation monastique de Sainte-Marie s'implante à Châteaudun et un collège est fondé à Nogent-le-Rotrou.

## Sources
Blason : na 9688  - collection Lancelot -  document 210

Testament  du 5 janvier 1655 - Ln 2 712 429 in 4°

Pièces diverses : 5117 - 15600 - 17558 - 20074 p. 83.

Deux discours:  a) sur le sieur de Louvain b) lors du mariage de Monsieur frère unique du Roi, duc d’Orléans avec Marguerite de Touraine en 1631 : Fd Fr 3751
Archives Pierre Lescot